# Sylvia Paletschek
Sylvia Paletschek (* 13. November 1957 in Stuttgart) ist eine deutsche Neuzeithistorikerin und Hochschullehrerin.

## Leben und Wirken
Sylvia Paletschek studierte von 1977 bis 1984 Geschichte, Geographie, Germanistik und Erziehungswissenschaften an den Universitäten München und Hamburg. 1984 legte sie ihr Staatsexamen ab. Danach war sie Wissenschaftliche Mitarbeiterin am Historischen Seminar der Universität Hamburg, wo sie 1989 mit der von Dieter Langewiesche betreuten Arbeit Frauen und Dissens. Frauen im Deutschkatholizismus und in den freien Gemeinden 1841–1852 zum Dr. phil. promoviert wurde. Von 1988 bis 1994 war sie Wissenschaftliche Mitarbeiterin und Wissenschaftliche Assistentin am Historischen Seminar der Universität Tübingen. Von 1994 bis 1997 erhielt sie ein Habilitationsstipendium der Deutschen Forschungsgemeinschaft. 1997 wurde sie mit der Arbeit Die permanente Erfindung einer Tradition. Die Universität Tübingen im Kaiserreich und in der Weimarer Republik habilitiert und erhielt eine Stelle als Hochschuldozentin an der Universität Tübingen. 1998/1999 vertrat sie den Lehrstuhl für Neuere und Neueste Geschichte an der Technischen Universität Darmstadt. Seit 2001 lehrt Paletschek als Professorin für Neuere Geschichte an der Universität Freiburg im Breisgau. 2006/2007 war sie Visiting Fellow am St Antony’s College in Oxford. Seit 2021 ist sie Prorektorin für Universitätskultur an der Universität Freiburg.
Ihre Forschungsschwerpunkte sind Frauen- und Geschlechtergeschichte, Universitäts- und Wissenschaftsgeschichte sowie Geschichtskultur.
Paletschek ist Mitherausgeberin der Zeitschrift Historische Anthropologie und der Reihen Geschichte und Geschlechter, Historische Lebenswelten in populären Wissenskulturen und Okkulte Moderne. Sie gehört den Wissenschaftlichen Beiräten des Jahrbuchs für Universitätsgeschichte, der Zeitschrift für Geschichte der Naturwissenschaften, Technik und Medizin und der Österreichischen Zeitschrift für Geschichtswissenschaften an.
Sylvia Paletschek ist Mitglied der Gesellschaft für Universitäts- und Wissenschaftsgeschichte und der Gesellschaft für Wissenschaftsgeschichte. 1994 war sie Gründungsmitglied und ist seitdem Vorstandsmitglied im Verein Frauen & Geschichte Baden-Württemberg. Sie war von 2000 bis 2002 Ausschussmitglied im Verband der Historiker und Historikerinnen Deutschlands und von 2014 bis 2017 Vorsitzende des Arbeitskreises Historische Frauen- und Geschlechterforschung. Sie ist Mitglied des Wissenschaftlichen Beirates des Hauses der Geschichte Baden-Württemberg. Sie ist Mitglied des Beirates der Salmengespräche, bei denen Historiker, Politiker und Soziologen aktuelle Fragestellungen und Probleme vor dem Hintergrund der Offenburger Versammlung 1847 diskutieren.

## Schriften
Monografien
- Frauen und Dissens. Frauen im Deutschkatholizismus und in den freien Gemeinden 1841–1852. Dissertation. Universität Hamburg 1989. Vandenhoeck & Ruprecht, Göttingen 1990, ISBN 3-525-35752-4.
- Die permanente Erfindung einer Tradition. Die Universität Tübingen im Kaiserreich und in der Weimarer Republik. Habilitationsschrift. Universität Tübingen 1997. Steiner, Stuttgart 2001, ISBN 3-515-07254-3.

Herausgeberschaften
- mit Bianka Pietrow-Ennker: Women’s Emancipation Movements in the Nineteenth Century. A European Perspective. Stanford University Press, Stanford 2004, ISBN 0-8047-4764-4.
- mit Sylvia Schraut: The Gender of Memory. Campus, Frankfurt am Main/New York 2008, ISBN 978-3-593-38549-5.
- mit Jakob Tanner: Thema: Popularisierung von Wissenschaft (= Historische Anthropologie. Jahrgang 16, Heft 1). Böhlau, Köln/Weimar/Wien 2008, ISBN  978-3-412-20161-6.
- mit Barbara Korte, Wolfgang Hochbruck: Der Erste Weltkrieg in der populären Erinnerungskultur (= Schriften der Bibliothek für Zeitgeschichte. Neue Folge, Band 22). Klartext, Essen 2008, ISBN 978-3-89861-727-7.
- mit Barbara Korte: History goes Pop. Zur Repräsentation von Geschichte in populären Medien und Genres. transcript, Bielefeld 2009, ISBN 978-3-8376-1107-6.
- mit Barbara Korte: Geschichte im Krimi. Beiträge aus den Kulturwissenschaften. Böhlau, Köln 2009, ISBN 978-3-412-20253-8.
- Popular Historiographies in the 19th and 20th Century. Berghahn, Oxford 2011, ISBN 978-1-84545-740-2.
- mit Barbara Korte: Popular History Now and Then. International Perspectives. transcript, Bielefeld 2012, ISBN 978-3-8376-2007-8.
- mit Elisabeth Cheauré, Nina Reusch: Geschlecht und Geschichte in populären Medien. transcript, Bielefeld 2013, ISBN 978-3-8376-2373-4.
- mit Anna Lux, Susanna Burghartz: Thema: Okkultismus in der Moderne (= Historische Anthropologie. Jahrgang 21, Heft 3). Böhlau, Köln 2013, ISBN 978-3-412-22195-9.
- mit Sebastian Brandt, Christa-Irene Klein, Nadine Kopp, Livia Prüll, Olaf Schütze: Universität, Wissenschaft und Öffentlichkeit in Westdeutschland (1945 bis ca. 1970). Steiner, Stuttgart 2014, ISBN 978-3-515-10886-7.
- mit Anna Lux: Okkultismus im Gehäuse. Institutionalisierungen der Parapsychologie im 20. Jahrhundert im internationalen Vergleich. de Gruyter, Berlin/Boston 2016, ISBN 978-3-11-046376-7.